# Clytus ruricola
Clytus ruricola là một loài bọ cánh cứng trong họ Cerambycidae.

## Hình ảnh

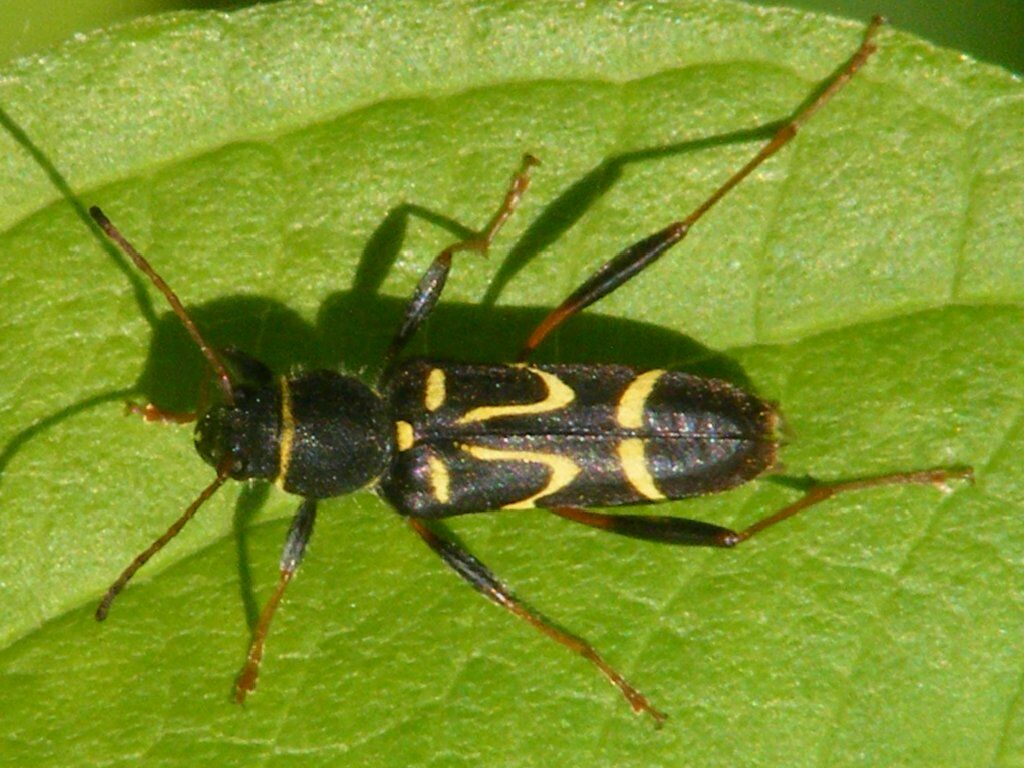
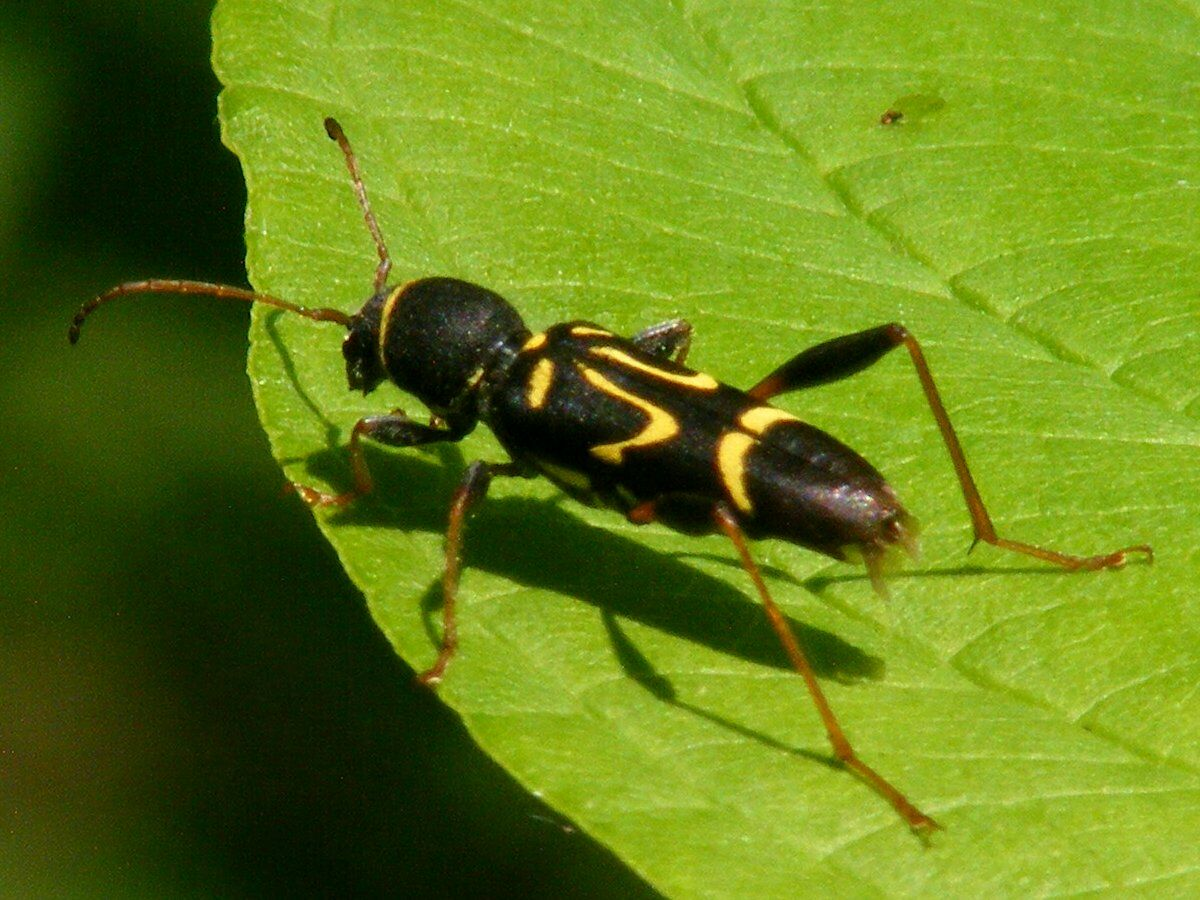
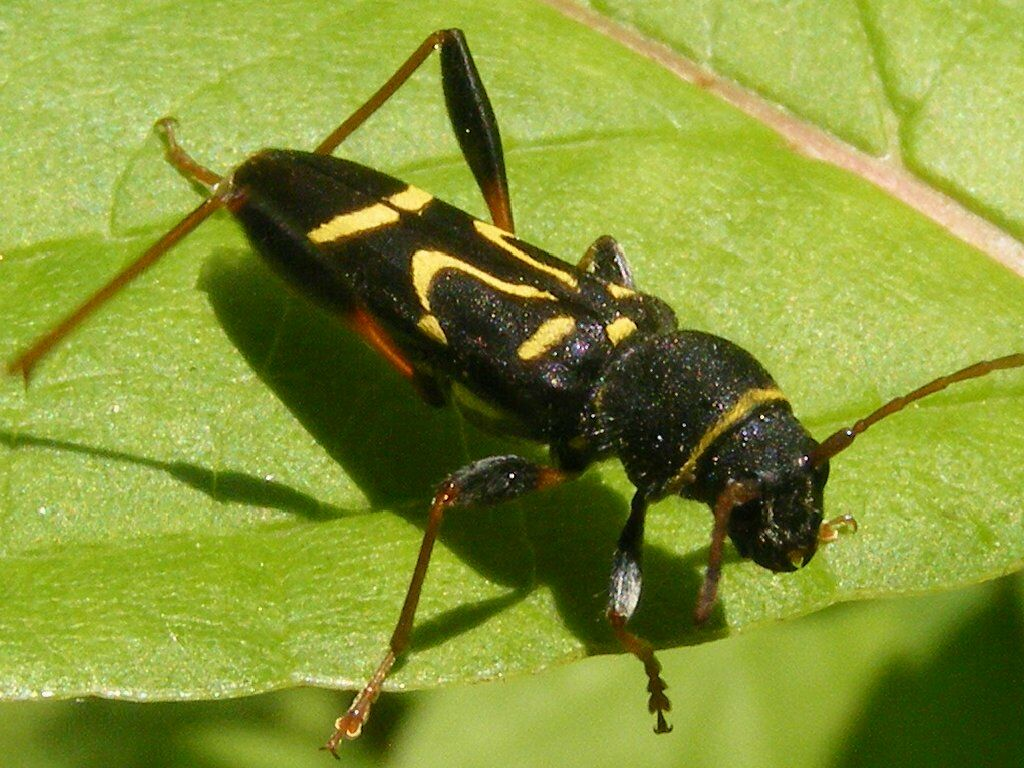
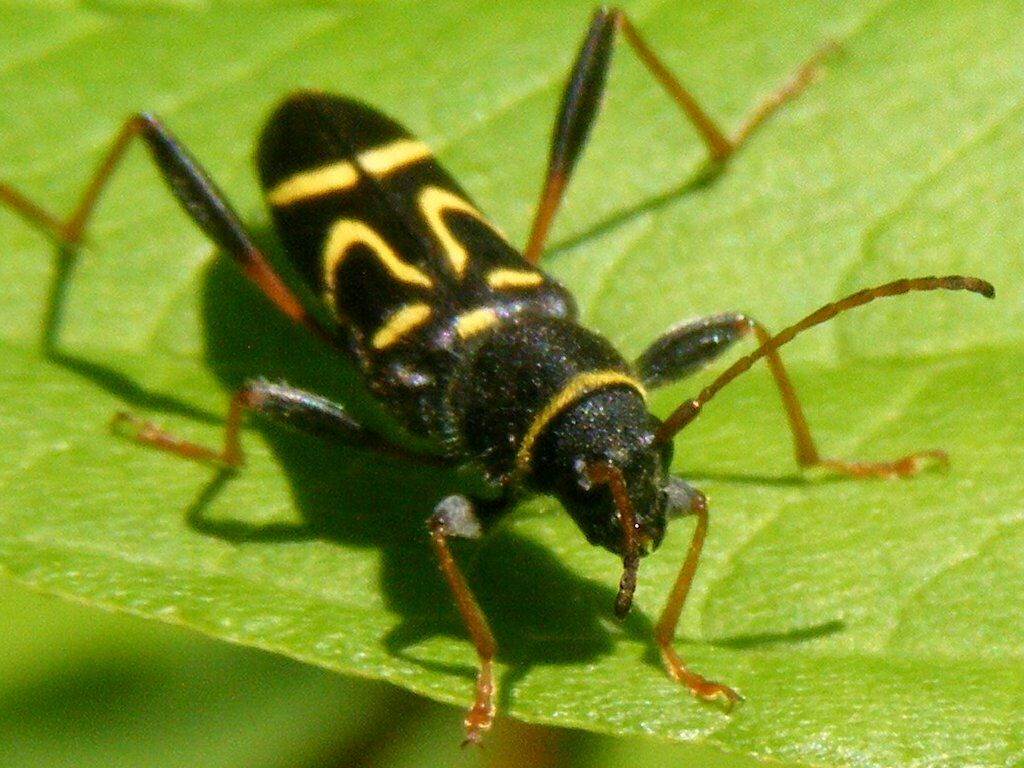